# Евгения Морариу
Евгения Морариу (на румънски: Eugenia Morariu) е румънска есперантистка, преводачка на есперанто и държавна служителка.

## Биография
Евгения Морариу е родена на 28 март 1903 г. в Каса, Австро-Унгария (сега Кошице, Словакия).
Научава есперанто заедно с брат си Тиберио Морариу през 1921 г. по курс на Андрео Чех. Остава активна в есперантското движение до края на живота си. В периода 1923 – 1928 г. е секретар на клуба по есперанто в Клуж. От януари 1927 г. е секретар на Световната есперантска асоциация (UEA) за Румъния и директор на Румънския институт за есперанто в Клуж.
Прави преводи на есперанто на румънска литература, публикувани в „Heroldo de Esperanto“, „La Espero kaj“ и „Rumana Antologio“.
Евгения Морариу умира в Клуж, Румъния в началото на януари 1977 г.